# Alcide Vaucher
Alcide Vaucher (Sainte-Croix, 19 aprile 1934 – Sainte-Croix, 3 giugno 2022) è stato un ciclista su strada e pistard svizzero.

## Carriera
Professionista dal 1955 al 1961, vinse una tappa del 1959 nel 1959.

## Palmarès
- 1955

Tour du Lac Léman
- 1959

6ª tappa Giro di Svizzera (Lucerna > Lugano)
- 1961

Giro di Neufchatel

### Altri successi
- 1956

Gran Premio di Ravenna (cronosquadre)

## Piazzamenti

### Grandi Giri
- Giro d'Italia

1960: ritirato
- Tour de France

1957: ritirato

### Classiche monumento
- Milano-Sanremo

1960: 27º
- Giro di Lombardia

1958: ritirato